# Styloleptus
Styloleptus is een kevergeslacht uit de familie van de boktorren (Cerambycidae). De wetenschappelijke naam van het geslacht werd voor het eerst geldig gepubliceerd in 1956 door Dillon.

## Soorten
Styloleptus omvat de volgende soorten:
- Styloleptus atrovittatus (Fisher, 1925)
- Styloleptus biustus (LeConte, 1852)
- Styloleptus brunneofasciatus (Fisher, 1935)
- Styloleptus caymanensis (Fisher, 1948)
- Styloleptus cubanus (Fisher, 1926)
- Styloleptus darlingtoni (Fisher, 1942)
- Styloleptus dozieri (Fisher, 1932)
- Styloleptus guilartensis (Micheli & Micheli, 2004)
- Styloleptus inermis (Fabricius, 1801)
- Styloleptus infuscatus (Fisher, 1932)
- Styloleptus laticollis (Fisher, 1925)
- Styloleptus lewisi (Fisher, 1948)
- Styloleptus nigricans (Fisher, 1935)
- Styloleptus nigrofasciatus Gilmour, 1963
- Styloleptus nigronotatus (Zayas, 1975)
- Styloleptus pilosellus (Fisher, 1942)
- Styloleptus planicollis (Fisher, 1935)
- Styloleptus posticalis (Gahan, 1895)
- Styloleptus rhizophorae Chemsak & Feller, 1988
- Styloleptus scurra (Chevrolat, 1862)
- Styloleptus taino Lingafelter & Micheli, 2004
- Styloleptus thompsoni (Fisher, 1948)
- Styloleptus variabilis (Fisher, 1925)
- Styloleptus zorrillai (Zayas, 1975)